# Josh Johnson (giocatore di football americano)
Joshua Johnson (Oakland, 15 maggio 1986) è un giocatore di football americano statunitense che milita nel ruolo di quarterback per i Baltimore Ravens della National Football League (NFL). Fu scelto nel corso del quinto giro (160º assoluto) del Draft NFL 2008 dai Tampa Bay Buccaneers. Al college ha giocato a football alla San Diego University.

## Carriera professionistica
Johnson fu scelto nel corso del quinto del Draft 2008 dai Tampa Bay Buccaneers. Disputò la prima partita come titolare il 4 ottobre 2009, passando il primo touchdown in carriera ad Antonio Bryant nel primo passaggio della partita. Nella stagione 2010, Johnson ebbe un passer rating di 95,6 come quarterback di riserva. Il 4 dicembre 2011, Johnson partì come titolare al posto dell'infortunato Josh Freeman contro i Carolina Panthers. Completò 16 passaggi su 27 per 229 yard, un touchdown e un intercetto. Fece una breve apparizione la settimana successiva ma tentò solo due passaggi e in uno subì un intercetto.
Johnson passò la stagione 2012 nei roster di San Francisco 49ers e Cleveland Browns dopo gli infortuni di Brandon Weeden e Colt McCoy. Il 21 marzo 2013 firmò con i Cincinnati Bengals da cui fu svincolato il 12 maggio 2014.
Nel maggio 2014, Johnson firmò per tornare ai San Francisco 49ers, riuscendo ad entrare nei 53 uomini per l'inizio della stagione regolare come terzo quarterback dietro Colin Kaepernick e Blaine Gabbert.
Il 5 dicembre 2018, i Washington Redskins firmarono Johnson per fungere da riserva di Mark Sanchez dopo i gravi infortuni di Colt McCoy e Alex Smith. Il 9 dicembre Johnson disputò la prima partita dopo che Sanchez fu messo in panchina nel terzo quarto della gara contro i New York Giants mentre la squadra era in svantaggio per 40-0. Fu la sua prima presenza nella NFL dal 2013 con i Cincinnati Bengals. Concluse la partita completando 11 passaggi su 16 tentativi per 195 yard, un touchdown (il suo primo dal 2011 quando era membro dei Buccaneers) e un intercetto subito. Corse anche 45 yard e segnò il primo touchdown su corsa in carriera. A fine gara fu annunciato che sarebbe stato il nuovo titolare nella gara contro i Jacksonville Jaguars. Nella sua prima gara come titolare dal 2011 i Redskins vinsero per 16-13, concludendo con 151 yard e un touchdown per Jeremy Sprinkle. Quella fu però l'unica vittoria, con Washington che perse tutte le ultime tre gare e Johnson che chiuse l'annata con 3 TD passati e 4 intercetti subiti.
Il 10 agosto 2019 Johnson firmò con i Detroit Lions.
Il 4 dicembre 2022 Johnson firmò nuovamente con i San Francisco 49ers dopo l'infortunio di Jimmy Garoppolo per fungere da riserva al rookie Brock Purdy. Quando questi si infortunò nella finale della NFC contro i Philadelphia Eagles, Johnson lo sostituì ma finì per infortunarsi a sua volta. La sua gara si chiuse con 7 passaggi completati su 13 per 74 yard nella sconfitta per 31-7.

## Vita privata
Johnson è il cugino dell'ex running back della NFL Marshawn Lynch.